# Características associadas à perturbação bipolar
As características associadas à perturbação bipolar são fenómenos clínicos que costumam acompanhar a perturbação bipolar (PB), mas não fazem parte dos critérios diagnósticos para a perturbação. Existem vários precursores da infância em crianças que fazem com que mais tarde recebem um diagnóstico de perturbação bipolar. Elas podem mostrar traços iniciais sutis, como anormalidades de humor, episódios depressivos maiores completos e perturbação de hiperatividade/déficit de atenção. A PB também é acompanhada por mudanças nos processos e habilidades cognitivos. Isso inclui capacidades na atenção, redução nas funções executivas e memória prejudicada. A forma como o indivíduo processa o mundo também depende da fase da perturbação, com características diferenciais entre os estados maníacos, hipomaníacos e depressivos. Alguns estudos encontraram uma associação significativa entre a perturbação bipolar e a criatividade.

## Precursores da infância
Alguns estudos limitados de longo prazo indicam que crianças que mais tarde recebem um diagnóstico de perturbação bipolar podem apresentar traços iniciais sutis, como anormalidades cíclicas subliminares de humor, episódios depressivos maiores completos e possivelmente PHDA com flutuação de humor. Pode haver hipersensibilidade e irritabilidade. Há alguma discordância quanto ao fato de as experiências serem necessariamente flutuantes ou crónicas. Ter pais com perturbação bipolar está associado a um risco aumentado de desenvolver perturbações psiquiátricas.
Existem poucas pesquisas sobre a associação entre o tratamento com estimulantes e a apresentação de sintomas maníacos. Num estudo com 34 adolescentes hospitalizados com mania, houve uma associação entre a idade precoce de início e o uso prévio de estimulantes, independente da presença da PDAH. Num estudo retrospectivo de 80 adolescentes hospitalizados com perturbação bipolar, 35% dos pacientes já haviam feito uso de estimulantes e 44%, antidepressivos, sendo que o uso de estimulantes foi associado a uma pior evolução da doença durante a hospitalização. No entanto, há pesquisas mistas sobre essas relações. Um estudo conduzido em 2008 com 245 adolescentes bipolares descobriu que nem a idade precoce de início nem a gravidade dos sintomas bipolares estavam associadas ao tratamento com estimulantes anteriores.

## Funcionamento cognitivo
Avaliações indicaram que a maioria dos indivíduos com diagnóstico de perturbação bipolar, mas que são eutímicos (não apresentão depressão ou mania), não apresentam déficits neuropsicológicos na maioria dos testes. Meta-análises indicaram, pela média das descobertas variáveis de muitos estudos, déficits cognitivos nalgumas medidas de atenção sustentada, função executiva e memória verbal, em termos de médias de grupo. Nalguns testes, o funcionamento é superior; no entanto, e estados de humor abaixo do limiar e medicamentos psiquiátricos podem ser responsáveis por alguns déficits. Um estudo de 2010 descobriu que tanto um "desempenho excelente" como um muito fraco, na escola aos 15-16 anos em homens, estava associado a uma maior probabilidade de desenvolver a perturbação bipolar. Um estudo de 2005 com jovens adultos do sexo masculino descobriu que o baixo desempenho em tarefas visuoespaciais, bem como, um alto raciocínio aritmético estavam associados a uma maior taxa de desenvolvimento da perturbação.
Estudos psicológicos da perturbação bipolar examinaram o desenvolvimento de uma ampla gama de sintomas centrais de ativação psicomotora e agrupamentos relacionados de depressão/ansiedade, aumento do tónus hedónico, irritabilidade/agressividade e, às vezes, psicose. A evidência existente foi descrita como irregular em termos de qualidade, mas convergindo de maneira consistente. As descobertas sugerem que o período que leva à mania é frequentemente caracterizado por depressão e ansiedade no início, com sintomas subclínicos isolados de mania, como aumento da energia e pensamentos acelerados. Os últimos aumentam e levam a níveis de atividade aumentados, ainda mais se houver perturbação nos ritmos circadianos ou eventos de alcance de metas. Há alguma indicação de que, uma vez que a mania comece a se desenvolver, os stressores sociais, incluindo as críticas significativas de outras pessoas, podem contribuir ainda mais. Também há indicações de que os indivíduos possam ter certas crenças sobre si mesmos, os seus estados internos e o seu mundo social (incluindo o esforço para atingir padrões elevados, apesar de causarem angústia) que podem torná-los vulneráveis durante a mudança de estados de humor em face de eventos de vida relevantes. Além disso, dificuldades sutis frontal-temporais e subcorticais nalguns indivíduos, relacionadas ao planejamento, regulação emocional e controlo da atenção, podem desempenhar um papel. Os sintomas são frequentemente subliminares e provavelmente contínuos com a experiência normal. Depois que a (hipo)mania se desenvolve, ocorre um aumento geral nos níveis de ativação e impulsividade. As reações sociais negativas ou conselhos podem ser menos notados, e a pessoa pode ser mais presa aos seus próprios pensamentos e interpretações, muitas vezes em torno do tema de se sentir criticado. Há alguma sugestão de que a variação do humor na perturbações bipolar pode não ser cíclica como geralmente se supõe, nem completamente aleatória, mas resulta de uma interação complexa entre variáveis internas e externas que se desdobram ao longo do tempo; há evidências mistas sobre se os eventos de vida relevantes são encontrados com mais frequência em episódios iniciais do que posteriores. Entretanto, muitos pacientes relatam padrões cíclicos inexplicavelmente variados.
Uma série de autores descreveu a mania ou hipomania como estando relacionadas a uma alta motivação para alcançar, definição de metas ambiciosas e, às vezes, grandes realizações. Um estudo indicou que a busca por objetivos, incentivada às vezes por alcançá-los, pode tornar-se desregulada emocionalmente e envolver o desenvolvimento de mania. Os indivíduos podem ter baixa autoestima e dificuldades de ajuste social.
A perturbação bipolar tem sido associado a pessoas envolvidas nas artes, mas é uma questão contínua se muitos génios criativos tinham realmente perturbação bipolar. Alguns estudos encontraram uma associação significativa entre a perturbação bipolar e a criatividade, embora não esteja claro em que direção está a causa ou se ambas as condições são causadas por um terceiro fator desconhecido; o temperamento foi hipotetizado como um desses fatores. O apego do indivíduo à criatividade intensificada durante episódios hipomaníacos pode contribuir para a ambivalência quanto à busca de tratamento ou prejudicar a adesão a este.

## Uso de substâncias
Frequentemente, os indivíduos bipolares estão sujeitos à automedicação com drogas não prescritas, como álcool, tabaco e outras drogas recreativas.
Há algumas evidências de que o subgrupo de pacientes bipolares com historial de psicose pode fumar mais do que a população em geral.